# Lorenzo Codarin
Lorenzo Codarin (Palmanova, 3 settembre 1996) è un pallavolista italiano, centrale del Cuneo.

## Carriera
Inizia la sua carriera sportiva nelle giovanili della CDA Volley Talmassons nel 2007; l'anno dopo passa nella società Volleybass Udine dove rimane per tre anni e disputa vari campionati giovanili. A 15 anni entra nel settore giovanile della Trentino, dove resta fino al 2015 partecipando anche ai campionati di serie fino alla serie B1 e vincendo 2 Junior League (2014, 2015), 2 campionati italiani under-19 (2014, 2015), 1 campionato italiano under-17 (2013), 1 campionato italiano under-16 (2012) e 1 Trofeo delle Regioni nel 2012.
Nella stagione successiva esordisce in Serie A2, venendo ceduto in prestito al Potentino, dove gioca per due anni. Nel 2017-18 rimane nel campionato cadetto facendo parte della formazione dell'Atlantide Brescia.
Nel 2018 rientra a Trento completando il reparto centrali formato da Davide Candellaro e Srećko Lisinac e fa il suo esordio nel corso della Supercoppa italiana il 7 ottobre. Nel corso della stagione 2018-19 si aggiudica il campionato mondiale per club e la Coppa CEV.
Nella stagione 2020-21 si accasa al Cuneo, in Serie A2, dove nell'annata 2024-25 ottiene la promozione in Superlega e la vittoria nella Supercoppa italiana di A2.

## Palmarès

### Club
- Supercoppa italiana di Serie A2: 1

2025
- Campionato mondiale per club: 1

2018
- Coppa CEV: 1

2018-19